# Agartha
Agartha (hindustanische Form) oder Agarthi (mongolische Form) ist ein fiktiver Ort, der in Esoterik und Okkultismus als - vielleicht auch im Erdinneren gelegenes - (meist „arisches“) Weltzentrum betrachtet wird, von dem aus Gänge in alle Weltgegenden führen.

## Popularisierung durch Ferdynand Ossendowski
Agarthi wurde durch das 1922 erschienene Buch Tiere, Menschen und Götter von Ferdynand Ossendowski bekannt, der während eines Aufenthaltes in Zentralasien mongolische Erzählungen über ein unterirdisches Reich gehört haben will. Dieses Reich liege unterhalb des Himalayas und werde von einem „König der Welt“ regiert. Dieser König stehe mit allen bedeutsamen Menschen (Könige, Priester usw.) in Verbindung und lenke deren Geschicke, abhängig davon, ob sie sich gottgefällig verhalten. Im Agartha-Mythos spiegele sich das theosophische Muster eines allumfassenden Prinzips, der Einheit der Menschen und eines obersten Herrschers wider.
Ossendowskis Werk wurde scharf angegriffen. So versuchte Sven Hedin nachzuweisen, dass Ossendowski nicht am Koko-Nor und in Tibet gewesen sein könne und die Erzählung dem Werk des französischen Okkultisten Alexandre Saint-Yves d’Alveydre entnommen – mithin ein Plagiat – sei.
Ossendowskis Adepten, beispielsweise René Guénon, brachten den Agharta-Mythos mit der Gralslegende in Verbindung und konstruierten eine chiliastische Vorstellung, in der der „König der Welt“ die guten gegen die bösen Menschen in den Kampf führen wird.

## Rezeption
Ab Mai 1975 strahlte die ARD im Vorabendprogramm eine 14-teilige Serie mit dem Namen Sie kommen aus Agarthi aus, die als frühe deutsche Mystery-Serie begriffen werden kann. Regie führte Hagen Müller-Stahl, die Rollen waren u. a. mit Günter Lamprecht, Herbert Stass und Monika Gabriel besetzt. Im Mittelpunkt der Handlungen steht ein junges Ehepaar, das in rätselhafte Vorgänge verwickelt ist, die einem Volk von Agarthi zugeschrieben werden.
Im 1997 veröffentlichten Abenteuerroman Indiana Jones und das Geheimnis von Thule von Max McCoy ist Agartha identisch mit Thule.
In seinem 2011 entstandenen Anime-Film Children Who Chase Lost Voices (deutscher Fernsehtitel: Die Reise nach Agartha) erzählt Makoto Shinkai die Geschichte eines Mädchens, das nach Agartha reist.
Auch in dem Disney-Comic Das ewige Imperium spielt Agartha eine große Rolle. Eine diktatorische Weltmacht versucht, sich der fortschrittlichen Technik des Reiches zu bemächtigen und so die Welt zu erobern.

## Weblink
- Wilfried Stevens: Das Mysterium Agharti. onlinezeitung24.de, 2. Februar 2015

## Verweise
1. ↑  Artikel in fernsehserien.de
2. ↑  Das ewige Imperium auf duckipedia.de (abgerufen am 21. Juli 2021)